# Маргит (ЮАР)
Ма́ргит (англ. Margate) — курортный город на востоке Южно-Африканской Республики, на территории провинции Квазулу-Натал. Входит в состав района Угу.

## Географическое положение
Город находится в юго-восточной части провинции, на побережье Индийского океана, на расстоянии приблизительно 130 километров к югу от административного центра провинции Питермарицбурга. Абсолютная высота — 2 метра над уровнем моря.

## Население
По данным официальной переписи 2001 года, население составляло 8 654 человек, из которых мужчины составляли 44,43 %, женщины — соответственно 55,57 %. Негры составляли 52,91 % от населения города; белые — 43,96 %; азиаты — 2,08 %; цветные — 1,04 %. Наиболее распространённые среди горожан языки — английский (30,58 %), коса (27,35 %), зулу (23,34 %) и африкаанс (16,86 %).

## Экономика и транспорт
Основа экономики города — туризм.
В окрестностях города расположен одноимённый аэропорт (IATA: MGH, ICAO: FAMG).

## Трунко
24 октября 1924 года, на побережье в районе городского пляжа, было обнаружено неизвестное науке существо, позднее получившее имя «Trunko».